# Lomas del Mirador
Lomas del Mirador è un comune dell'Argentina, situato nella provincia di Buenos Aires.